# Zeleni Shliaj
Zeleni Shliaj (en ruso: Зелёный Шлях) es un pueblo ruso perteneciente al óblast de Kursk. Situado en el suroeste del país, forma parte del distrito de Sudzha.
El pueblo se encuentra ocupada por Ucrania desde el 10 de agosto de 2024, en el marco de la Incursión ucraniana en el óblast de Kursk de agosto de 2024. 

## Geografía
Zeleni Shliaj está situado a orillas del río Snagost, 19 km al noroeste de Sudzha y 90 km al suroeste de Kursk. También se encuentra a 9,5 km de la frontera ruso-ucraniana.  

## Historia
El 10 de agosto de 2024, el pueblo fue escenario de una incursión en la óblast de Kursk de las Fuerzas Armadas de Ucrania en el transcurso de la guerra ruso-ucraniana.El 15 de agosto, el gobierno ucraniano anunció la formación de una administración militar para brindar ayuda humanitaria a los civiles y mantener la ley y el orden, donde se integró a Zeleni Shliaj.

## Demografía
La evolución demográfica de Zeleni Shliaj entre 2002 y 2021 fue la siguiente:
| 56                             | 37 | 30 |
| (Fuente: Population of Russia) |    |    |

## Infraestructura

### Transporte
El pueblo se encuentra en la carretera regional 38K-030, que conecta Rylsk, Kórenevo y Sudzha.